# Horik I
Horik I (ook: Hárekr, Erik de Oude) (- 854) was enig koning van Denemarken van 827 tot zijn gewelddadige dood in 854. Zijn regering staat bekend om de vele invallen in het Frankische Rijk van Lodewijk de Vrome, met name in wat toen Frisia genoemd werd en nu Nederland.
Horiks vader was koning Gudfred, eveneens bekend van zijn succesvolle invallen en oorlogen tegen het rijk van Karel de Grote en het gebied van de Abodriten. In 810, werd Godfred door iemand in zijn eigen hofhouding vermoord en zijn neefje en opvolger koning Hemming sloot vrede met Karel de Grote.
Hemming hield niet lang stand. Horik en een andere zoon van Gudfred namen in 811 de macht over, en verjoegen later een rivaal Harald Klak genaamd, die zijn toevlucht nam aan het hof van de zoon van Karel de Grote Lodewijk de Vrome. In 819 dwong Lodewijk de zonen van Godfred om Harald als medekoning te aanvaarden. Harald bekeerde zich in 826 tot het christendom met Lodewijk als zijn peetoom, maar hij werd een jaar later opnieuw en ditmaal voorgoed uit Denemarken verdreven. Tegen die tijd was Horik de enige zoon van Godfred die nog in leven was en dat maakte hem enig koning der Denen.
In Frisia gingen de aanvallen echter door. De Franken hadden geen vloot van betekenis en de Denen konden daardoor ongestraft aanval op aanval plegen. Zij vielen Dorestad, bekend om zijn zilvermunt regelmatig aan (834, 835, 836) en ze plunderden Walcheren in 837.
Koning Horik schijnt deze invallen niet altijd goedgekeurd te hebben. Wanneer een Vikingleider te succesvol werd betekende dat namelijk voor hem een nieuwe rivaal. Daarom bestrafte hij soms de onruststokers. In 836 stuurde hij een gezantschap naar Lodewijk met de boodschap dat hij niets met de voortdurende invallen in Frisia te maken had en de schuldigen zelfs ter dood had laten brengen. In 838 volgde nog zo'n gezantschap maar deze keer vroeg Horik wel om de overdracht van de gebieden van de Friezen en de Obodriten. Lodewijk ging er niet op in. In 839 klaagde Horik zelfs bij Lodewijk over de schade die door Friese plunderaars werd aangericht in zijn gebieden.
Horik weigerde tot het christendom over te gaan. Hij beschouwde het de religie van zijn vijanden en dwarsboomde pogingen van aartsbisschop Anskar van Hamburg-Bremen om zijn volk te bekeren. In 845 viel Horiks leger Hamburg aan en verwoestte de kathedraal. Dit was de laatste grote oorlog in het tegenwoordige Duitsland. Horik trachtte gebruik te maken van de opstand van de Slaven waar de Franken mee kampten. Hij stuurde een grote vloot de Elbe op maar de Saksen wisten hem een nederlaag toe te brengen. Lodewijk stuurde graaf Cobbo de Oudere, de broer van Abt Warin van Corvey om herstelbetalingen te eisen. Horik besloot om vrede te sluiten en toonde zich bereid om gevangenen vrij te laten en buit terug te geven. Dit bracht ook de Slaven ertoe ook vrede te sluiten en gijzelaars naar het Frankische hof te sturen ter verzekering van hun trouw.
In latere jaren veranderde zijn opstelling tegenover het christendom en werden de betrekkingen met Anskar wat beter. Anskar kreeg zelfs toestemming kerken te bouwen in Schleswig en Ribe op land dat door de koning ter beschikking werd gesteld. Hij mocht ook het zendingswerk in Zweden hervatten.
In 850 dwongen een aantal familieleden ('nepotes') hem om hen als medeheersers te erkennen. Een ander 'neefje' van hem die hij in ballingschap gedwongen had, was in 854 inmiddels een succesvol Vikingleider geworden. Hij kwam terug en ontketende een burgeroorlog waarin Horik gedood werd.
Horik I werd opgevolgd door Horik II, de jongere.